# جشه
 جشه  روستای کوچکی از توابع بخش مرکزی شهرستان بندر لنگه در استان هرمزگان واقع در جنوب ایران.
در حدود ۳۰۰ متر از سطح دریا ارتفاع دارد.

## محدوده جشه
از شمال روستای جنگل، از جنوب خلیج فارس، از مغرب شناس، و از سمت مشرق به بندرلنگه محدود می‌گردد.

## جمعیت
جمعیتش در حدود ۳۰۰ نفر می‌باشد که اهل سنت و از پیروان امام محمد ادریس شافعی هستند.
دارای مسجد، مدرسه، خانه بهداشت، و آب چاههایش شیرین است.
مردم این روستا از نژاد عرب هستند و به زبان عربی وفارسی تکلم می‌نمایند.

## پیشه
پیشهٔ مردم روستا صید و ماهی گیری و دامداری وکشاورزی است و از این راه گذران زندگی می‌کنند.
از محصولات کشاورزی: خربزه، هندوانه، پیاز سبزیجات تابستانه و زمستانه می‌باشد.